# Jiří Homola (Fußballspieler, 1980)
Jiří Homola (* 2. Juli 1980 in Nymburk, Tschechoslowakei) ist ein ehemaliger tschechischer Fußballspieler.

## Vereinskarriere
Homola spielte in seiner Jugend für Sokol Přerov nad Labem, SK Český Brod, Spartak Čelákovice, Slavia Prag und erneut Spartak Čelákovice. In Čelákovice wurde er in der Saison 1998/99 in die Herrenmannschaft eingegliedert.
Nach nur einem Jahr wurde der Abwehrspieler vom Erstligisten FK Jablonec 97 verpflichtet, für den er bis Ende 2002 61 Ligaspiele absolvierte, in denen er sechs Tore schoss. Im Januar 2003 wurde Homola von Sparta Prag verpflichtet. Zunächst spielte er regelmäßig, in der Saison 2004/05 kam er auf nur sieben Spiele und saß zumeist auf der Ersatzbank.
Im Sommer 2005 wurde er aus dem Kader der A-Mannschaft gestrichen und wechselte kurze Zeit später zum türkischen Erstligisten Malatyaspor, mit dem er die Klasse nicht halten konnte. Nach einem Jahr kehrte Homola nach Prag zurück. Dort spielte er anfangs häufig, gegen Ende der Rückrunde wurde er kaum noch eingesetzt. Im Februar 2007 kehrte er zu seinem ehemaligen Klub FK Jablonec zurück. Vor der Saison 2009/10 wechselte Homola in die Slowakei zum FK Senica. Nach mehreren weiteren Wechseln beendete er 2020 seine aktive Karriere.